# Ijshid
Ijshid (en sogdiano xšyδ, xšēδ) era el título principesco de los señores iraníes de Sogdiana y del valle de Ferganá en Transoxiana en la época preislámica y a comienzos de la islámica.
El título es de origen iraní; los estudiosos creen que deriva bien de la raíz del iraní antiguo jshaeta, «brillante, luminoso», bien de jshāyaziya, «señor, rey» (de la que también proviene el título de sah). Hay pruebas de la existencia de ijshides en Sogdiana, que tenían su capital en Samarcanda, durante y después de la conquista musulmana de la región. El título llegó al período abasí, si bien para entonces estos príncipes residían en Istıhon. Entre los más notables y activos se cuenta Gurak, que en el 710 derrocó a su predecesor Tarjún y durante casi treinta años logró mantener una autonomía precaria entre el Califato omeya en expansión y el gran kanato turgués, merced a cambiantes alianzas. Los autores árabes indican que el título también lo usaba el señor de Ferganá en la misma época: Ibn al-Athir señala que fue el ijshid de Ferganá quien solicitó auxilio a los chinos contra los árabes, lo que precipitó la batalla del Talas.
El título conservó su prestigio en Asia Central hasta el siglo X, cuando lo adoptó el jefe turco y señor de Egipto Muhammad ibn Tughj, cuyo abuelo era oriundo de Ferganá. La efímera dinastía que fundó se conoce precisamente por el título que ostentó: la ijshidí.